# 莱赛南
莱赛南（法語：Les Aynans，法語發音：[lez‿ɛnɑ̃]）是法国上索恩省的一个市镇，属于吕尔区。

## 地理
莱赛南（47°37'16"N, 6°27'10"E）面积7.82 平方千米，位于法国勃艮第-弗朗什-孔泰大區上索恩省，该省份为法国东部内陆省份，北起顺时针与孚日省、贝尔福地区省、杜省、汝拉省、科多尔省和上马恩省接壤。
与莱赛南接壤的市镇（或旧市镇、城区）包括：维莱吕尔、阿耶旺、阿尔珀南、隆日韦勒、武南。
莱赛南的时区为UTC+01:00、UTC+02:00（夏令时）。

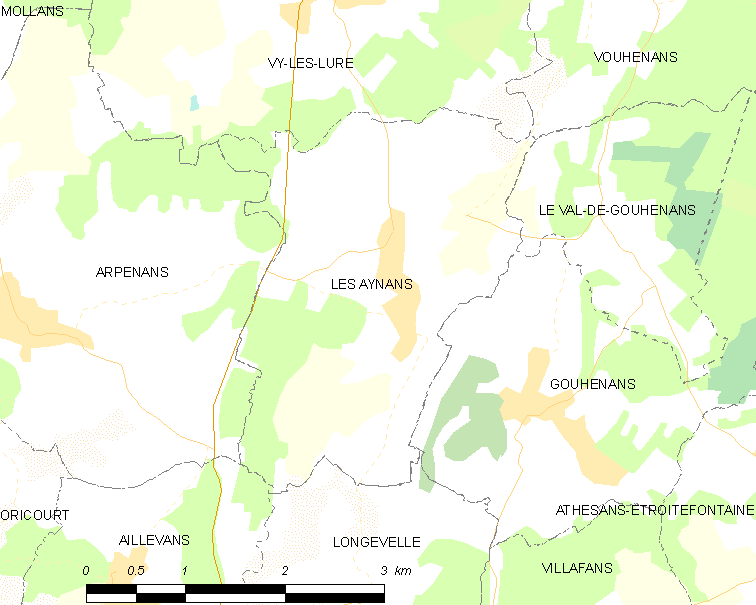
莱赛南的OSM定位图

## 行政
莱赛南的邮政编码为70200，INSEE市镇编码为70046。

## 政治
莱赛南所属的省级选区为吕尔第二县。

## 人口

1962-2008年间莱赛南人口变化图示

莱赛南于2022年1月1日时的人口数量为360人。